# Ozobranchus jantseanus
Ozobranchus jantseanus is een ringworm uit de familie van de Ozobranchidae. De wetenschappelijke naam van de soort is voor het eerst geldig gepubliceerd in 1912 door Oka.